# نائوشیما، کاگاوا
نائوشیما، کاگاوا (به لاتین: Naoshima, Kagawa) یک منطقهٔ مسکونی در ژاپن است که در Kagawa District واقع شده‌است. نائوشیما ۳٬۵۸۳ نفر جمعیت دارد.